# 玉帶灘

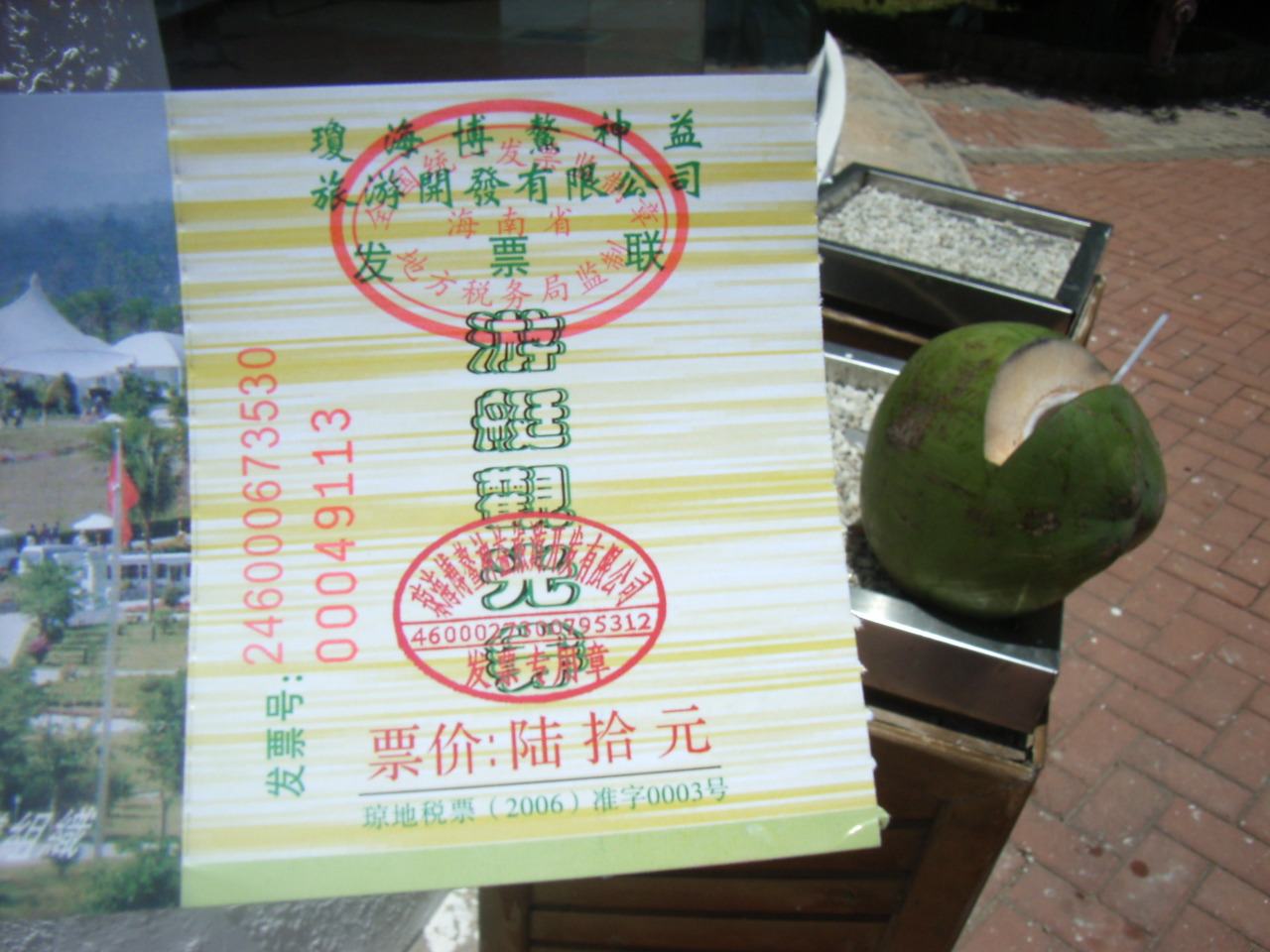
到玉帶灘的遊船船票

玉帶灘是位於海南島琼海市博鳌鎮博鳌水城以東的一條2.5公里的沙灘。它是河海的交界處，玉帶灘的東面是的南中國海，西面隔著萬泉河可見到博鰲亞洲論壇相關的建築物。

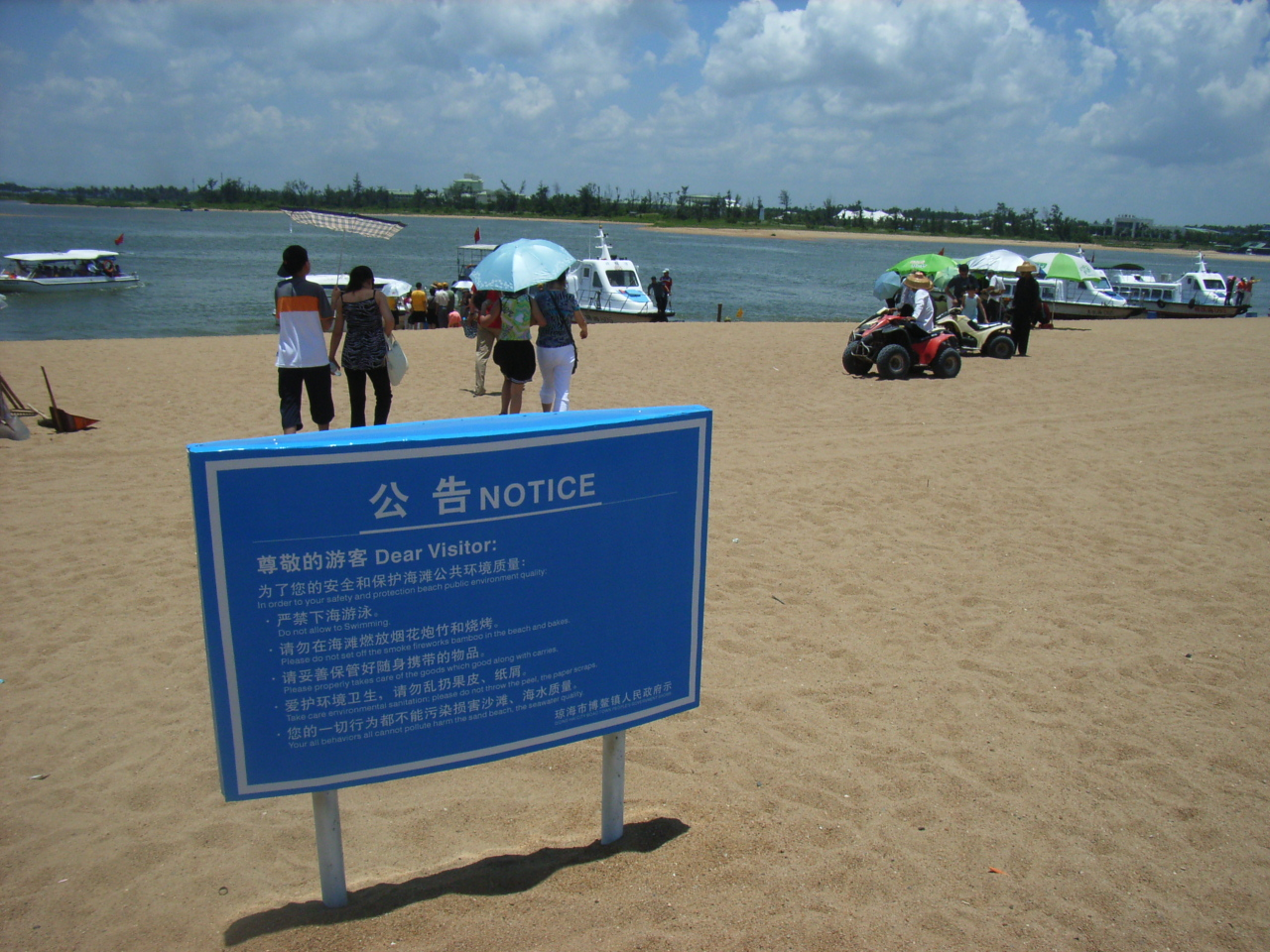
位於海南島萬泉河以東的玉帶灘

玉帶灘是海南島旅遊熱點之一，因為博鰲亞洲論壇之盛名，也因為當地重視自然環境的保護。

## 交通
觀光旅客可以由海南环岛高速公路，經瓊海市的公路，在博鰲襌寺下車，在當地萬泉河邊有小遊船碼頭，先購票後乘船，沿河下流不足10分鐘可以到達玉帶灘。回程皆如此。

## 外部参考
- 1999年6月玉帶灘被認定為"吉尼斯之最" （页面存档备份，存于）
- 玉帶灘半島